# ميشال زيمان
ميشال زيمان (بالتشيكية: Michal Zeman)‏ هو لاعب كرة قدم تشيكي في مركز الدفاع، ولد في 18 أغسطس 1984 في ليبيريتس في التشيك. شارك مع منتخب التشيك تحت 17 سنة لكرة القدم ومنتخب التشيك تحت 19 سنة لكرة القدم ومنتخب جمهورية التشيك تحت 20 سنة لكرة القدم ومنتخب جمهورية التشيك تحت 21 سنة لكرة القدم. أما مع النوادي، فقد لعب مع نادي سلوفان ليبيريتس.

## وصلات خارجية
- ميشال زيمان على موقع قاعدة بيانات كرة القدم.إي يو (الإنجليزية)
- ميشال زيمان على موقع Soccerway.com (الإنجليزية)
- ميشال زيمان على موقع عالم كرة القدم.نت (الإنجليزية)